# 伯恩哈德·赖茨哈默
伯恩哈德·赖茨哈默（德語：Bernhard Reitshammer，1994年6月17日—），奥地利男子游泳运动员，2022年欧洲锦标赛男子4×100米混合泳接力铜牌得主、2024年世界短池锦标赛男子100米个人混合泳银牌得主。